# 유한 (서안후)
유한(劉漢, ? ~ 8년)은 전한 말기의 제후로, 동평사왕의 손자이자 율향경후 유호의 아들이다.

## 행적
원시 원년(1년), 서안후(西安侯)에 봉해졌다.
서안후 한 8년(8년), 죽었다.

## 출전
- 반고, 《한서》 권15하 왕자후표 下

| 선대 (첫 봉건) | 전한의 서안후 1년 2월 병진일 ~ 8년 | 후대 (전한 멸망) |